# Manuel Neuer
Manuel Peter Neuer (født 27. marts 1986 i Gelsenkirchen, Vesttyskland) er en tysk fodboldspiller, der spiller for FC Bayern München.
Før han kom til Bayern, havde han tilbragt hele sin karriere, som både ungdoms- og seniorspiller, som målmand hos Bundesliga-klubben Schalke 04 i sin fødeby Gelsenkirchen. Han var klubbens førstevalg på målmandsposten siden sæsonen 2006-07, og var blandt andet med til at nå kvartfinalerne i Champions League i 2008. I 1/8-finalen mod FC Porto blev han endda helten da han havde flere store redninger i den straffesparkskonkurrence, der sendte Schalke videre i turneringen.

## Landshold
Neuer står (pr. 6. november 2021) noteret for 107 landskampe for Tysklands landshold, som han debuterede for den 2. juni 2009 i en træningskamp mod De Forenede Arabiske Emirater. Han spillede som ungdomsspiller desuden adskillige kampe for de tyske hold på både U-18, U-19, U-20 og U-21 niveau. Han deltog ved VM i 2010 i Sydafrika, EM i 2012 og ved VM i 2014 i Brasilien, hvor tyskerne vandt guld. Han blev desuden kåret til turneringens bedste målmand.